# Inhoudingsplichtige
Inhoudingsplichtige is in Nederland een begrip, dat in het fiscaal recht voor rechtssubjecten wordt gebruikt, die voor de inning van belasting moeten zorg dragen, die formeel niet door henzelf, maar door anderen verschuldigd is. Inhoudingsplichtige komt in verscheidene Nederlandse fiscale wetten voor, zoals de Wet op de loonbelasting 1964 en de Wet op de dividendbelasting 1965 en heeft voor iedere wet een eigen betekenis.
Bij de loonheffing kan de inhoudingsplichtige werkgever zijn of uitkeringsinstantie voor sociale zekerheid, zoals het UWV, SVB of gemeente, bijvoorbeeld bij lijfrente de levensverzekeringsmaatschappij en bij een bancaire lijfrente de bank.